# Галгатай
Галгатай (рос. Галгатай) — улус Курумканського району, Бурятії Росії. Входить до складу Сільського поселення Барагхан.
Населення — 27 осіб (2015 рік).